# Ambroise-Joseph de Herzelles
Ambroise-Joseph, marquis de Herzelles, né le 14 février 1680 au château de Faucquez (Ittre) où il est mort le 4 août 1759, est surintendant général des Finances des Pays-Bas autrichiens.

## Biographie

### Sa famille
La famille de Herzelles est une ancienne famille de la noblesse chapitrale dont les membres ont rempli diverses fonctions militaires, civiles et ecclésiastiques. Ambroise-Joseph de Herzelles est le second fils de Jean-Baptiste de Herzelles, capitaine de dragons au service du roi d'Espagne, et d'Anne-Marie van Couwenhoven. Son frère, Guillaume-Philippe de Herzelles, fut évêque d'Anvers. Il est aussi le neveu du chancelier de Brabant, Guillaume-Philippe de Herzelles.

### Sa carrière
Après avoir obtenu son diplôme de licencié en droit à l'Université de Louvain, il s'engage dans les gardes wallones de Philippe V, avec lesquelles il participe à des campagnes militaires dans la péninsule ibérique. Il revient au pays en 1705 et son statut nobiliaire lui permet d'assister régulièrement aux assemblées des États de Brabant en tant que député.
En 1736, l'archiduchesse Marie-Élisabeth d'Autriche, gouverneur général des Pays-Bas, le nomme au poste de surintendant général des Domaines et Finances alors qu'il n'avait aucune expérience financière. Grâce à d'excellents collaborateurs, il semble s'être acquitté de ses fonctions convenablement au début de son mandat. Des critiques se sont néanmoins élevées rapidement car, en 1743, un mémoire anonyme établi à l'intention de Charles de Lorraine le décrit comme un « homme d'esprit et d'honneur, mais sans grande application et qui ne peut guère donner de lumières » qu'il faut maintenir en place « faute de mieux ». Grâce à l'attention particulière de l'impératrice Marie-Thérèse, il est maintenu dans ses fonctions avec l'entièreté de ses gages jusqu'à sa mort. Elle décide néanmoins de créer un poste de suppléant, le conseiller des Finances, accordé à Jean-Baptiste Cordeys.
En 1753, le poste de président et trésorier général des Finances est créé. C'est ce poste qui hérite des attributions de la charge de surintendant général des Finances et des Domaines lorsque celle-ci est supprimée à la mort d'Ambroise-Joseph de Herzelles en 1759.

### Sa vie privée
La vie privée d'Ambroise-Joseph de Herzelles est particulièrement mouvementée : il a une aventure de jeunesse avec Anne-Charlotte de Saint-Amand qu'il rencontre lorsqu'il est en garnison en Gueldre et qui le suit en Espagne où il la fait passer pour son épouse. Il ne peut respecter ses promesses de mariage alors que celle-ci lui donne sa seule descendance (deux fils né en 1703 et 1704) parce qu'il épouse en secret une certaine Marie-Catherine-Vincent von Habsburg en 1706, fille naturelle de Juan José d'Autriche. Anne-Charlotte de Saint-Amand lui intente d'ailleurs un procès devant l'Officialité de Brabant pour obtenir réparation de l'outrage subi.
Il se marie une deuxième fois en 1722 avec Marie-Claire de Croÿ (*15 juin 1679), fille du duc Ferdinand-Joseph de Croÿ d'Havré (1644-1694) et sœur de Charles-Antoine de Croÿ.

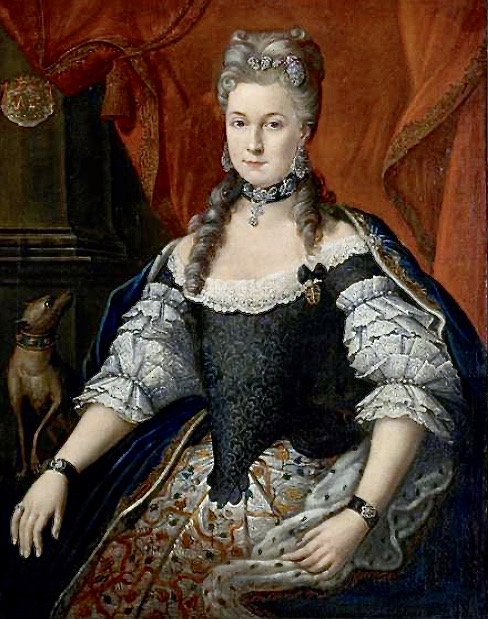
Portrait de son épouse Christine-Philippine de Trazegnies.

Veuf, il se marie une troisième fois avec une jeune femme de 48 ans sa cadette, Christine-Philippine de Trazegnies (1728-1793), fille de Philippe-Ignace de Trazegnies. Après la mort de son mari, celle-ci occupe des fonctions importantes à la Cour impériale de Vienne où elle devient une amie intime de l'impératrice et de la famille impériale. Elle correspond énormément avec Marie-Thérèse après qu'elle s'est retirée dans un couvent de Namur. Leur échange épistolaire est publié dans les Mémoires de l'Académie royale de Belgique.